# Arthur Blaustein

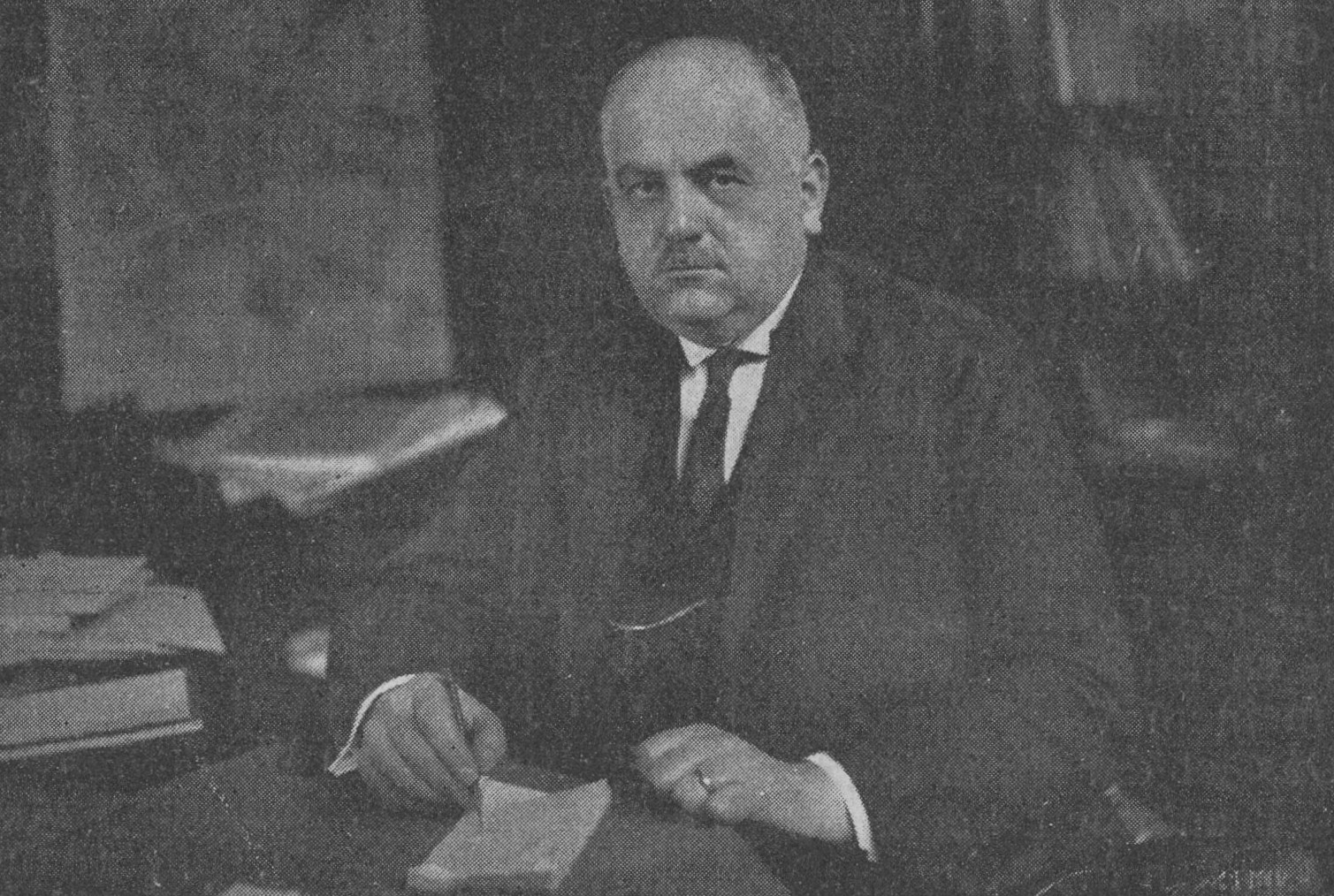
Arthur Blaustein, um 1928

Arthur Blaustein (* 4. September 1878 in Stolp, Hinterpommern; † 30. April 1942 in Baden-Baden) war ein deutscher Jurist, Nationalökonom und Hochschullehrer. 

## Leben
Arthur Blaustein studierte Rechtswissenschaften, Nationalökonomie und Geschichte  an den Universitäten Berlin, Leipzig und Heidelberg und wurde 1902 promoviert. Danach arbeitete er beim Berliner Verlag Hermann Hillger, bei den Ältesten der Berliner Kaufmannschaft und beim Verband für das kaufmännische Bildungswesen in Braunschweig. Ab 1904 war er bei der Handelskammer Mannheim tätig, die ihn 1908 zu ihrem Syndikus ernannte.
Blaustein war Mitbegründer der Freistudentenschaft, der Vereinigung Südwestdeutscher Handelskammern, des Südwestdeutschen Kanalvereins für Rhein-Neckar-Donau und mehrerer Industrie- und Handelsverbände. Er wurde Geschäftsführer des Badischen Industrie- und Handelstages und lehrte als Professor an der Handelshochschule Mannheim. Er verfasste mehrere Abhandlungen über wirtschaftswissenschaftliche Themen und gab 1918 das Handbuch für die Badische Nationalversammlung heraus. Gemeinsam mit Hermann Hillger gab er 1907 und 1912 Hillgers Wegweiser für die Reichstagswahl und 1919 Hillgers Wegweiser für die Wahlen zur deutschen Nationalversammlung 1919 heraus.
Blaustein wurde als Jude 1933 entlassen. Im Juli 1934 zog er mit seiner Frau Elisabeth nach Baden-Baden. Nach dem Tod seiner katholischen Ehefrau am 2. April 1942 nahm er sich das Leben.

## Werke (Auswahl)
- Die Entstehung der gewerkschaftlichen Arbeiterbewegung im deutschen Sattlergewerbe. Mohr, Leipzig / Tübingen 1902.
- zusammen mit Hermann Hillger (Hg.): Hillgers Wegweiser für die Reichstagswahl. Hillger, Berlin [u. a.] 1907.
- Die Mitglieder der Mannheimer Handelskammer 1728-1830-1907. In: Mannheimer Geschichtsblätter, 1907, Band 8, S. 109–116.
- Der Student in der politischen Entwicklung Deutschlands seit den Freiheitskriegen. Nationalverein, München 1909.
- Hrsg.: Führer für die Wahlen zur badischen Nationalversammlung. 2. Auflage. Bensheimer,  Mannheim [u. a.] 1918.
- Südwestdeutschlands Schicksalsgemeinschaft: Südwestdeutschland und die Schweiz; Vorträge und Studien. Hauser, Frankfurt a. M. 1924 (= Schriften des Frankfurter Messamts; 14).
- Hrsg.: Das befreite Mannheim: Rechenschaftsbericht u. Zukunftsprogramm. Haas, Mannheim 1924.
- Mannheim, Ludwigshafen, Heidelberg, ein pfälzisches Gemeinschaftszentrum. In: Kurpfälzer Jahrbuch, 1925, Band 1, S. 194–196. ub.uni-heidelberg.de
- Die Lage Europas und die europäische Zollunion. 1926.
- Der industrielle Aufbau Mannheims. In: Badische Heimat., 1927, Band 14, S. 57–64.
- Die Handelskammer Mannheim und ihre Vorläufer 1728-1928. Bensheimer, Mannheim 1928.
- Entwicklungsbedingungen der Mannheimer Industrie. In: Die lebendige Stadt, 1930, Band 2, S. 1–5.
- Die deutsch-französischen Wirtschaftsbeziehungen am Oberrhein. In: Die lebendige Stadt, 1931, Band 3, S. 90–93.